# Sadove, Tokmak
Sadove (în ucraineană Садове) este un sat în comuna Jovtneve din raionul Tokmak, regiunea Zaporijjea, Ucraina.

## Demografie
Componența lingvistică a localității Sadove
     Ucraineană (93,58%)
     Rusă (5,93%)
     Alte limbi (0,49%)
Conform recensământului din 2001, majoritatea populației localității Sadove era vorbitoare de ucraineană (93,58%), existând în minoritate și vorbitori de rusă (5,93%).